# زبان روسینی
زبان روسینی (به روسینی: русиньска бесїда یا русиньскый язык) یکی از زبان‌های اسلاوی شرقی است که روسین‌ها در اروپای خاوری بدان سخن می‌گویند. پاره‌ای از زبان‌شناسان روسینی را زبانی مرده می‌انگارند و گروهی آن را گویشی از زبان اوکراینی می‌شمرند.

## پراکندگی گویشوران
روسینی‌زبانان در استان زاکارپیتای اوکراین، در اسلواکی، در استان خودمختار وویوودینای صربستان، در جنوب خاوری لهستان، در مجارستان و در شمال مارامورش در رومانی زندگی می‌کنند.